# 戸沢一隆
戸沢 一隆（とざわ かずたか、1907年1月 - 没年不明）は、プロ野球球団阪神タイガースの元球団社長。兵庫県神戸市楠町（現・中央区）出身。

## 来歴・人物
兵庫県立神戸第二中学校を経て、神戸高等商業学校を卒業し、1929年に阪神電気鉄道に入社した。
神戸二中時代からテニスに親しみ、神戸高商時代も続いた。入社は、甲子園付近にテニスコートを設置する事業を計画した阪神電気鉄道が、「庭球経験者を求む」という求人票を出してそれに応じた結果だったという。
入社後は主に会計分野の仕事を手がけた。その間、二度応召している。
1956年から球団代表を務め、オーナーの野田誠三の要請で藤村排斥事件の解決に当たる。野球には「門外漢」だった戸沢は野田からの球団代表指名を断ったが、説得に折れての就任だった。1960年に球団社長に就任。1962年と1964年の二度、タイガースはリーグ優勝を達成し、監督の藤本定義と抱き合って喜んだという。
1974年に成績不振により、金田正泰監督の辞任とともに、球団代表を辞任した。